# Dylan Murnane
Dylan Murnane (Melbourne, 18 gennaio 1995) è un calciatore australiano, difensore del Sydenham Park.

## Biografia
È in possesso del passaporto italiano.

## Carriera

### Club
Murnane ha cominciato la carriera professionistica con la maglia del Melbourne Victory. Ha esordito in A-League in data 16 marzo 2013, schierato titolare nel pareggio esterno per 1-1 maturato sul campo del Sydney FC. Ha giocato 2 partite di campionato nel corso di quella stagione.
Il 18 marzo 2014 ha effettuato il proprio debutto in AFC Champions League, impiegato dal primo minuto in occasione del successo per 1-0 sugli Yokohama F·Marinos. Ha totalizzato 4 presenze nella fase finale della manifestazione, da cui il Melbourne Victory è stato eliminato al termine della fase a gironi.
Murnane ha poi contribuito al successo finale nella FFA Cup 2015, la coppa nazionale australiana: ha disputato 2 partite nel corso del torneo, non figurando però neanche in panchina in vista della finale vinta per 2-0 sul Perth Glory. Il 28 maggio 2016, il Melbourne Victory ha annunciato che il contratto di Murnane – in scadenza al termine della stagione – non sarebbe stato rinnovato.
Il 10 settembre 2016, i norvegesi del Kongsvinger hanno ingaggiato Murnane con un contratto valido fino al termine della stagione, sebbene abbiano reso noto il trasferimento solo il 13 settembre. Ha esordito in 1. divisjon il 25 settembre, subentrando ad Harald Holter nella sconfitta interna per 1-2 contro il Levanger. Ha chiuso la stagione a quota 4 presenze in campionato.
Il 24 dicembre successivo, il Kongsvinger ha reso noto d'aver rinnovato il contratto a Murnane per un'ulteriore stagione.
In scadenza di contratto col Kongsvinger, in data 20 dicembre 2017 è stato reso noto il suo trasferimento ai finlandesi dell'IFK Mariehamn, a partire dal 1º gennaio 2018.
Dopo un periodo di prova, in data 20 aprile 2021 ha firmato un contratto valido fino al successivo mese di luglio con l'HJK.
Il 19 agosto 2021 ha fatto ritorno in Australia, nelle file dei Newcastle Jets.

### Nazionale
Con l'Australia under 19 ha partecipato al campionato di categoria 2014, non giocando alcuna partita nel corso della manifestazione, in cui la sua squadra è stata eliminata alla fase a gironi.

## Statistiche

### Presenze e reti nei club
Statistiche aggiornate al 25 aprile 2021.
| Stagione                 | Club                     | Campionato               | Campionato | Campionato | Coppe nazionali | Coppe nazionali | Coppe nazionali | Coppe continentali | Coppe continentali | Coppe continentali | Supercoppe | Supercoppe | Supercoppe | Totale | Totale |
| Stagione                 | Club                     | Comp                     | Pres       | Reti       | Comp            | Pres            | Reti            | Comp               | Pres               | Reti               | Comp       | Pres       | Reti       | Pres   | Reti   |
| ------------------------ | ------------------------ | ------------------------ | ---------- | ---------- | --------------- | --------------- | --------------- | ------------------ | ------------------ | ------------------ | ---------- | ---------- | ---------- | ------ | ------ |
| 2012-2013                | Melbourne Victory        | AL                       | 2          | 0          | -               | -               | -               | -                  | -                  | -                  | -          | -          | -          | 2      | 0      |
| 2013-2014                | Melbourne Victory        | AL                       | 4          | 0          | -               | -               | -               | ACL                | 4                  | 0                  | -          | -          | -          | 8      | 0      |
| 2014-2015                | Melbourne Victory        | AL                       | 7          | 0          | CA              | 1               | 0               | -                  | -                  | -                  | -          | -          | -          | 8      | 0      |
| 2015-2016                | Melbourne Victory        | AL                       | 11         | 0          | CA              | 2               | 0               | ACL                | 0                  | 0                  | -          | -          | -          | 13     | 0      |
| Totale Melbourne Victory | Totale Melbourne Victory | Totale Melbourne Victory | 24         | 0          |                 | 3               | 0               |                    | 4                  | 0                  |            | -          | -          | 31     | 0      |
| set.-dic. 2016           | Kongsvinger              | 1D                       | 4          | 0          | CN              | 0               | 0               | -                  | -                  | -                  | -          | -          | -          | 4      | 0      |
| 2017                     | Kongsvinger              | 1D                       | 25         | 0          | CN              | 3               | 0               | -                  | -                  | -                  | -          | -          | -          | 28     | 0      |
| Totale Kongsvinger       | Totale Kongsvinger       | Totale Kongsvinger       | 29         | 0          |                 | 3               | 0               |                    | -                  | -                  |            | -          | -          | 32     | 0      |
| 2018                     | IFK Mariehamn            | VL                       | 31         | 1          | CF              | 5               | 0               | -                  | -                  | -                  | -          | -          | -          | 36     | 1      |
| 2019                     | IFK Mariehamn            | VL                       | 29         | 2          | CF              | 9               | 1               | -                  | -                  | -                  | -          | -          | -          | 38     | 3      |
| Totale IFK Mariehamn     | Totale IFK Mariehamn     | Totale IFK Mariehamn     | 60         | 3          |                 | 14              | 1               |                    | -                  | -                  |            | -          | -          | 74     | 4      |
| apr.-ago. 2021           | HJK                      | VL                       | 8          | 0          | CF              | 1               | 0               | UCL+UEL            | 0                  | 0                  | -          | -          | -          | 9      | 0      |
| Totale                   | Totale                   | Totale                   | 125        | 3          |                 | 21              | 1               |                    | 4                  | 0                  |            | -          | -          | 150    | 4      |